# Gorjī Pol
Gorjī Pol (persiska: گرجی پل) är en ort i Iran.   Den ligger i provinsen Mazandaran, i den norra delen av landet, 190 km nordost om huvudstaden Teheran. Antalet invånare är 322.
Terrängen runt Gorjī Pol är mycket platt. Runt Gorjī Pol är det ganska tätbefolkat, med 111 invånare per kvadratkilometer. Närmaste större samhälle är Jūybār, 19,5 km sydväst om Gorjī Pol. Trakten runt Gorjī Pol består till största delen av jordbruksmark.